# スタジオ・ヴィクトリー
有限会社スタジオ・ヴィクトリーは、東京都練馬区東大泉に本社を置く、アニメーション制作会社。作画作業の請負を、主な事業内容としている。

## 概要
東映動画・旧虫プロダクションの作画出身で日本放送映画（後の日本テレビ動画）に所属していた岡迫亘弘が土田プロダクションを経て、1987年に設立した作画スタジオである。主に、シンエイ動画の諸作品の作画を手がけている。
多くの作品の場合、「スタジオ・ヴィクトリー」、「スタジオヴィクトリー」、「スタジオビクトリー」等の名義でクレジットされる。

## 主な参加作品

### テレビシリーズ
- シティーハンター （1987年-1988年）
- 陽あたり良好! （1987年-1988年）
- ミスター味っ子 （1987年-1989年）
- 笑ゥせぇるすまん （1989年-1992年）
- 21エモン （1991年-1992年）
- しましまとらのしまじろう（1993年-）
- 魔法陣グルグル （1994年-1995年）
- 愛天使伝説ウェディングピーチ （1995年-1996年）
- スーパーフィッシング グランダー武蔵（1997年）
- 時空探偵ゲンシクン （1998年-1999年）
- ドキドキ♡伝説 魔法陣グルグル （2000年）
- 機動天使エンジェリックレイヤー （2001年）
- ヒカルの碁 （2001年-2003年）
- わがまま☆フェアリー ミルモでポン! （2002年-2003年）
- らいむいろ戦奇譚 （2003年）
- 鋼の錬金術師 （2003年-2004年）
- それいけ!ズッコケ三人組 （2004年）
- スクールランブル （2004年-2005年）
- ピーチガール （2005年）
- SPEED GRAPHER （2005年）
- シュガシュガルーン （2005年-2006年）
- 交響詩篇エウレカセブン （2005年-2006年）
- 天元突破グレンラガン （2007年）
- ミヨリの森 （2007年）
- Myself ; Yourself （2007年）
- スケッチブック 〜full color's〜 （2007年）
- 獣神演武 -HERO TALES- （2007年-2008年）
- しゅごキャラ! （2007年-2008年）
- 君が主で執事が俺で （2008年）
- みなみけ〜おかわり〜 （2008年）
- ヴァンパイア騎士 （2008年）
- 恋姫†無双 （2008年）

### OVA
- バツ&テリー （1987年）
- 新キャプテン翼 （1989年）
- 魔法少女メルル （1997年-1998年）

### 劇場映画
- ドラミちゃん ミニドラSOS!!! （1989年）
- ドラえもん のび太とアニマル惑星 （1990年）
- ドラえもん のび太のねじ巻き都市冒険記 （1997年）
- ザ☆ドラえもんズ 怪盗ドラパン謎の挑戦状! （1997年）
- 帰ってきたドラえもん （1998年）
- ザ☆ドラえもんズ ムシムシぴょんぴょん大作戦! （1998年）
- 劇場版ポケットモンスター 幻のポケモン ルギア爆誕 （1999年）
- こちら葛飾区亀有公園前派出所 THE MOVIE （1999年）
- ザ☆ドラえもんズ ドキドキ機関車大爆走! （2000年）
- がんばれ!ジャイアン!! （2001年）
- 劇場版ポケットモンスター アドバンスジェネレーション ミュウと波導の勇者 ルカリオ （2005年）
- ドラえもん のび太の恐竜2006 （2006年）
- ドラえもん のび太の新魔界大冒険 〜7人の魔法使い〜 （2007年）
- ドラえもん のび太と緑の巨人（2008年）
- 強殖装甲ガイバー （1986年）